# Ксенија Первак
Ксенија Первак (рус. Ксения Первак; Чељабинск, СССР 27. мај 1991) је професионална леворука руска тенисерка, која од 2011 до 2013 наступа за Казахстан. Најбољи пласман на ранг листи ВТА у појединачној конкуренцији било је 86. место, које је постигла 2. августа 2010.. Најбољи пласману каријери у игри парова остварила је 30. јануара 2012. када је заузимала 123 место.
Освојила 1 турнир ВТА, али је освојила 14 ИТФ турнира 11 појединачних и 3 у игри парова.
Највећу успех до сада (крај 2010) постигла је освајањем Отвореног првенства Аустралије у конкуренцији девојака 2009. године када је у финалу победила Лауру Робсон у два сета 6-3, 6-1.

## Приватни живот
Ксенија Первак је најстарије од троје деце Оксане и Јурија Первака. Има млађе сестру и брата. Рођена је у Чељабинску, али су се 2001 преселили у Мoскву где је похађала тениску академију „Валери“ (данас Дечја међународна тениска академија Шамила Тарпишева). Породица се 2006. преселила у Берлин. Она је леворука играчица, а омиљена подлога су јој шљака и тврди терени  Тренутно је тренира Виктор Павлов.. Узори су јој Анастасија Мискина и Штефи Граф
У 12 години учествовала је у свом првом међународном турниру и након неколико месеци освојила је традиционални турнир Les Petits As (Мали асови) у Француској, који је незванично води као светско првенство за младе тенисере узраста од 12-14 година.

## Успеси

### Пласман на ВТА листи на крају сезоне
| Година  | 2007 | 2008 | 2009 | 2010 | 2011 | 2012 | 2013 | 2014 | 2015 | 2016 | 2017 |
| Пласман | 301  | 156  | 138  | 97   | 39   | 105  | 165  | 120  | 573  | -    | 827  |

### 2009
У овој години Первакова је почела успехом на Отвореном првенству Аустралије где је у конкуренцији девојака у финалу победила Лауру Робсон (САД) у два сета 6-3, 6-1. У фебруару је на турниру у Патаји стигла до другог кола, када је изгубила од Данкиње Каролине Возњацки у три сета. У јуну је после успешних квалификација ушла у главни жреб Отворено првенство Хертохенбоса где је у првом колу победила Чехињу Петру Цетковску са 2:0, а у другом колу је изгубила од Флавије Пенете, такође са 2:0.

### 2010
Почетком фебруара, Первак је изгубила у првом колу Отвореног првенства Патаје тада светски број 14, Вере Звонарјове у два сета 6-3, 6-2. На истом турниру у игри парова у пару са Аном Чакветадзе дошла је до финала и изгубила од пара Ераковић—Танасугарн 7-5, 6-1. Квалификовала се за главни жреб и у Куала Лумпуру, али је опет испала у првом колу од тајландске тенисерке Noppawan Lertcheewakarn. У јулу играла је на турниру у Порторожу и у полуфиналу предала меч због повреде Швеђанки Јохани Ларсон. Учествовала је у квалификацијама за прва три гренд слема, а квалификовала се само на Роланд Гаросу али је испала од Марије Шарапове у првом колу. 
У септембру је на турниру у Гуангџоу била дошла до четвртфинала, елиминишући пре тога 2. носиоца Chan Yung-jan и Александру Панову и поражена од Але Кудрјавцеве 6-3, 6-1. На последњем гренд слем турниру у 2010 у САД била је у главном жребу и испала у првом колу од квалификанткиње Канађанке Ребеке Мартино.

### 2011
Первак је започела своју сезону 2011 у Бризбејну, (Аустралија). У квалификацијама за главни турнир Бризбејн интернашонал 2011. победила је Џесику Мур са 2:0 (6-3, 6-0) и Александру Панову 2:1 (6-3, 6-7(3), 6-4), али је у трећем колу изгубила од Анастасије Пивоварове са 2:1 и није се квалификовала. Организатори су јој дозволили да учествује на главмом турниту као „срећни губитник“. У првом колу је победила 56 играчицу света у том тренутку Ану Чакветадзе 2:0 (6-2, 6-2), али је у другом колу изгубила од касније победнице турнира Петре Квитове 2:1 иако је добила први сет са 6-1. У првом колу Отвореног првенства Аустралије изгубила је од 13 носиоца Нађе Петрове са 6-2, 6-1.

## Легенда
| Легенда: До 2009.   | Легенда: Од 2009.     |
| ------------------- | --------------------- |
| Гренд слем (0/0)    |                       |
| ВТА првенство (0/0) |                       |
| Тијер I (0/0)       | Главни Премијер (0/0) |
| Tier II (0/0)       | Премијер 5 (0/0)      |
| Тијер III (1/0)     | Премијер (0/0)        |
| Тијер IV и V (0/5)  | Интернашонал (0/1)    |

## ВТА резултати Ксеније Первак (1)

### Победе у финалу појединачно (1)
| Датум               | Турнир              | Подлога | Противник у финалу | Резултат |
| 17. септембар, 2011 | Ташкент, Узбекистан | хард    | Ева Бирнерова      | 6–3, 6–1 |

### Порази у финалу појединачно (1)
| Датум          | Турнир           | Подлога | Противник у финалу | Резултат |
| 24. јула, 2011 | Баку, Азербејџан | хард    | Вера Звонарјова    | 1–6, 4–6 |

### Порази у финалу парова (1)
| Бр. | Датум            | Турнир          | Подлога | Партнерка      | Противник у финалу                 | Резултат |
| 1.  | 14. фебруар 2010 | Патаја, Тајланд | тврда   | Ана Чакветадзе | Марина Ераковић Тамарин Танасугарн | 7–5, 6–1 |

## ИТФ резултати Ксеније Первак

### Победе у финалу појединачно (7)
| Бр. | Датум               | Турнир           | Подлога | Противник у финалу | Резултат      |
| 1.  | 30. септембар, 2007 | Батуми, Грузија  | тврда   | Корина Дентони     | 6–4, 6–3      |
| 2.  | 17. август 2008     | Пенза, Русија    | шљака   | Софија Шапатава    | 6–4, 6–1      |
| 3.  | 23. август 2008     | Москва, Русија   | шљака   | Јелена Куликова    | 3–6, 6–3, 6–1 |
| 4.  | 8. август 2009      | Москва, Русија   | шљака   | Јекатерина Иванова | 4–6, 6–4, 6–2 |
| 5.  | 15. август 2009     | Москва, Русија   | шљака   | Јекатерина Иванова | 6–0, 6–2      |
| 6.  | 3. октобар 2009     | Хелсинки, Финска | тврда   | Стефани Форетз     | 6–4, 6–2      |
| 7.  | 4. јул 2010         | Торуњ, Пољска    | шљака   | Магда Линет        | 6–4, 6–1      |
| 8.  | 3. новембар 2013    | Истанбул, Турска | хард    | Ангелина Калинина  | 6–0, 7–5      |
| 9.  | 10. новембар 2013   | Истанбул, Турска | шљака   | Ева Бирнерова      | 6–4, 7–6(4)   |

### Порази у финалу појединачно (5)
| Бр. | Датум             | Турнир           | Подлога | Противник у финалу | Резултат      |
| 1.  | 19. мај 2008      | Москва, Русија   | шљака   | Нина Братчикова    | 3–6, 6–1, 7–5 |
| 2.  | 8. септембар 2008 | Русе, Бугарска   | шљака   | Lenka Wienerová    | 6–4, 6–4      |
| 3.  | 20. октобар 2008  | Подољск, Русија  | тепих   | Алиса Клејбанова   | 7–6(5), 6–0   |
| 4.  | 31. август 2009   | Катовице, Пољска | шљака   | Камила Ђорђи       | 6–2, 6–3      |
| 5.  | 7. септембар 2009 | Данен, Француска | шљака   | Стефани Коен-Алоро | 6–3, 6–4      |

### Победе у финалу парова (3)
| Бр. | Датум              | Турнир                 | Подлога | Партнерка         | Противник у финалу                 | Резултат            |
| 1.  | 12 септембар, 2008 | Русе, Бугарска         | шљака   | Александра Панова | Виталија Дјаченко Еугенија Пашкова | 6–2, 6–7(5), [10–5] |
| 2.  | 9. новембар 2008   | Исманинг, Немачка      | тепих   | Оксана Љупцова    | Јулија Гергес Лаура Сигемунд       | 6–2, 4–6, [10–7]    |
| 3.  | 3. април 2010      | Ханти-Мансијск, Русија | тепих   | Александра Панова | Nadiya Kichenok Lyudmyla Kichenok  | 7–6(7), 2–6, [10–7] |

### Порази у финалу парова (1)
| Бр. | Датум       | Турнир             | Подлога | Партнерка         | Противник у финалу            | Резултат    |
| 1.  | 5. јун 2010 | Марибор, Словенија | шљака   | Александра Панова | Андреја Клепач Тадеја Мајерић | 6–3, 7–6(6) |

## Учешће наГренд слемтурнирима

### Појединачно
| Година | Аустралијан Опен | Аустралијан Опен | Ролан Гарос | Ролан Гарос      | Вимблдон | Вимблдон     | Ју-Ес Опен | Ју-Ес Опен          |
| 2010   | -                | -                | 1 коло      | Марија Шарапова  | -        | -            | 1 коло     | Ребека Мартино      |
| 2011   | 1 коло           | Нађа Петрова     | 1 коло      | Полин Пармантје  | 4 коло   | Тамира Пашек | 1 коло     | Ана Ивановић        |
| 2012   | 1 коло           | Ли На            | 1 коло      | Варвара Лепченко | 1 коло   | Ли На        | 1 коло     | Карла Суарез Наваро |
| 2013   | 2 коло           | Хедер Вотсон     | -           | -                | -        | -            | -          | -                   |
| 2014   | -                | -                | 1 коло      | М. Шарапова      | -        | -            | 1 коло     | Анџелик Кербер      |